# Waikari (rivière)
La rivière Waikari  (en anglais : Waikari River)  est un cours d’eau du Nord de la région de Canterbury situé dans l’Île du Sud de la Nouvelle-Zélande.

## Géographie
Elle s’écoule globalement vers l’est à travers un large vallée à partir de sa source au sud de la ville de Hawarden, virant graduellement au nord-est pour atteindre le fleuve Hurunui à 20 km au sud-ouest de la ville de Cheviot.